# Pseudiphra apicale
Pseudiphra apicale är en skalbaggsart som först beskrevs av Schwarzer 1925.  Pseudiphra apicale ingår i släktet Pseudiphra och familjen långhorningar.
Artens utbredningsområde är:
- Filippinerna.
- Taiwan.

Inga underarter finns listade i Catalogue of Life.